# Trichostomum capillaceum
Trichostomum capillaceum là một loài rêu trong họ Pottiaceae. Loài này được (Hedw.) Sm. mô tả khoa học đầu tiên năm 1803.